# Red de abuso sexual infantil de Oxford
La red de abuso sexual infantil de Oxford fue un presunto grupo de 22 hombres que fueron condenados por diversos delitos sexuales contra niñas y niños menores de edad en la ciudad inglesa de Oxford entre 1998 y 2012. La policía de Thames Valley lanzó la Operación Bullfinch [en inglés: pardillo] en mayo de 2011 para investigar acusaciones de abuso sexual histórico, lo que llevó a la condena de diez hombres. Tras nuevas acusaciones en 2015, la policía de Thames Valley lanzó la Operación Silk [en inglés: seda], que resultó en la condena de otros diez hombres y la Operación Spur [en inglés: espuela], que resultó en dos condenas más. El término en sí y la investigación han sido duramente criticados por musulmanes y miembros de la izquierda por tener una motivación racial y ser islamófobo. Algunos han culpado a los medios de comunicación y a la policía por ignorar tales crímenes si realmente ocurrieron durante tanto tiempo. Incluso se ha cuestionado la narrativa de las pandillas de acoso sexual, ya que eventos similares en otras partes de India y Nigeria han sido descartadas como un teorías de la conspiración de la derecha hindú y cristiana.
En marzo de 2015, un informe reveló que más de 300 niños, en su mayoría niñas de la ciudad de Oxford, podrían haber sido acosadas y explotados sexualmente en la zona. Se acusó a la policía de Thames Valley, entonces dirigida por la jefa de policía Sara Thornton, de no creer a las niñas y de no actuar ante las repetidas llamadas de socorro, y a los Servicios Sociales de Oxfordshire de no protegerlas a pesar de haber pruebas convincentes de que estaban en peligro. El informe también pide que se investigue por qué un número significativo de perpetradores de acoso infantil son de «ascendencia paquistaní y/o musulmana». Sin embargo, un informe del Ministerio del Interior publicado en diciembre de 2020 concluyó que «la investigación ha encontrado que los delincuentes de explotación sexual infantil (ESI) en grupo son más comúnmente blancos. Algunos estudios sugieren una representación excesiva de delincuentes negros y asiáticos en relación con la demografía de las poblaciones nacionales. Sin embargo, no es posible concluir que esto sea representativo de todos los delitos de ESI grupales».

## Perpetradores
Los primeros siete hombres incluían dos pares de hermanos con otros tres hombres en junio de 2013. Uno de los miembros de la pandilla fue condenado nuevamente en junio de 2014 junto con otros dos hombres. Tres de los hombres fueron condenados además en otro juicio en enero de 2019 en el marco de otra operación denominada Operación Silk. Hubo otros dos grupos de hombres condenados en el marco de la Operación Silk, ocho hombres en junio de 2018 y otros dos en febrero de 2020, junto con un hombre que fue condenado nuevamente. Un hombre fue condenado en marzo de 2015 y dos primos condenados en julio de 2016. Los declarados culpables incluyen:
| nombre    | apellido | edad | origen                           | acusación |
| --------- | -------- | ---- | -------------------------------- | --- |
| Kamar     | Jamil    | 27   | Summertown (Oxford)              | Culpable de cinco delitos de violación, dos delitos de complot para violación y un delito de lenocinio de menores. |
| Akhtar    | Dogar    | 32   | East Oxford                      | Culpable de cinco delitos de violación, tres de complot para violación, dos de prositución infantil y un delito de tráfico de menores. |
| Anjum     | Dogar    | 31   | East Oxford                      | Culpable de tres delitos de violación, dos de prostitución infantil, tres de complot para violación y un delito de tráfico de menores. |
| Assad     | Hussain  | 32   | Rose Hill (Oxford)               | Culpable de dos delitos de actividad sexual con menores. |
| Mohammed  | Karrar   | 38   | Cowley (Oxford)                  | Culpable de dos delitos de complot para violación, cuatro de violación de un menor, uno de uso de un instrumento para provocar un aborto, dos de tráfico de menores, uno de abuso sexual de un menor con penetración, dos de prostitución infantil, tres de violación, dos de complot para violación de un menor y uno de suministro de drogas de clase A. |
| Bassam    | Karrar   | 33   | Cowley                           | Culpable de dos delitos de violación, uno de violación de menores, dos de complot para violación de menores, dos de prostitución infantil, uno de tráfico de menores y uno de complot para violación. |
| Zeeshan   | Ahmed    | 27   | Wood Farm (Oxford)               | Culpable de dos delitos de actividad sexual con un menor y uno de obstrucción de la justicia. |
| Bilal     | Ahmed    | 27   | Maidenhead                       | Culpable de agresión sexual grave. |
| Mustafa   | Ahmed    | 26   | Londres                          | Culpable de agresión sexual. |
| Assad     | Hussain  | 37   | Iffley Road (Oxford)             | Culpable de cinco delitos de violación y dos de agresión sexual. |
| Moinul    | Islam    | 42   | Wykeham Crescent (Oxford)        | Culpable de dos delitos de violación, dos de agresión sexual y suministro de canabis. |
| Kameer    | Iqbal    | 39   | Dashwood Road (Oxford)           | Culpable de tres delitos de violación. |
| Khalid    | Hussain  | 38   | Ashhurst Way (Oxford)            | Culpable del delito de violación y agresión sexual. |
| Alladitta | Yousaf   | 38   | Bodley Road (Oxford)             | Culpable de agresión sexual. |
| Haji      | Khan     | 38   | Littlegreen Lane (Birmingham)    | Culpable de complot para realizar una violación. |
| Kamran    | Khan     | 36   | Northfield Road (Bolton)         | Culpable de agresión sexual y secuestro. |
| Raheem    | Ahmed    | 40   | Starwort Path (Oxford)           | Culpable de cuatro delitos de agresión sexual, secuestro y suministro de drogas de clase B. |
| Naim      | Khan     | 38   | Herschel Crescent (Oxford)       | Culpable de ocho delitos de violación, siete de agresión sexual y uno de suministro de drogas de clase B. |
| Mohammed  | Nazir    | 42   | Wood Farm (Oxford)               | Culpable de siete delitos de violación, ocho de agresión sexual y una de suministro de drogas de clase B. |
| Tilal     | Madhi    | 36   | Friars Street (Hereford)         | Culpable de dos delitos de complot para violar a una menor de 16 años, uno de complot para una agresión sexual a una menor de 16 años, uno de tráfico de menores dentro del Reino Unido con la intención de explotar sexualmente y un delito de lenocinio de menores de 18 años.                                                                           |
| Salik     | Miah     | 34   | Ferry Hinksey Road (West Oxford) | Culpable de un delito de complot para violar, dos de violación y uno de lenocinio de menores de edad. |
| Azad      | Miah     | 37   | Riverside Court (Oxford)         | Culpable de un delito de complot para violar, dos de violación y uno de lenocinio de menores de edad. |

## Delitos
De 2004 a 2012, los hombres acosaron a niñas de entre 11 y 15 años de entornos disfuncionales a las que era poco probable que otras personas que vivían en residencias tuteladas creyeran. Les dieron regalos, las manipularon con alcohol y las introdujeron al crack y la heroína. Después convertirlas en dependientes, las vigilaban para que no pudiesen escapar y las amenazaron con hacerles daño a ellas y a sus familias si intentaban huir. Las niñas fueron violadas vaginal, oral y analmente, a veces por varios hombres, y el abuso en ocasiones duraba varios días seguidos. Algunas niñas fueron preparadas para ser prostitutas y llevadas a casas de huéspedes en Bradford, Leeds, Londres, Slough y Bournemouth, donde los hombres pagaban para tener relaciones sexuales con ellas. Las niñas fueron sometidas a una violencia sexual extrema, y sufrieron mordeduras, asfixia y quemaduras. Fueron torturadas con cuchillos, bates de béisbol y cuchillos de carnicero y ocasionalmente les orinaron encima. Una niña de 14 años fue quemada con un encendedor cuando intentó resistirse a tener relaciones sexuales. La madre de otra niña dijo que «había suplicado al personal de los servicios sociales que rescataran a su [hija] de la pandilla», que habían «amenazado con rajarle la cara a la niña» y «degollar» a miembros de la familia de la niña.
Una niña de 12 años fue obligada a prostituirse. Fue abusada en varios lugares de Oxford, incluido un piso, en Nanford Guest House, en Travelodge y en Shotover Woods. Con frecuencia contraía clamidia y sufría quemaduras causadas por los hombres que apagaban sus cigarrillos en su piel. Comenzó a autolesionarse y describió sus experiencias como «un infierno en vida». Dijo que a veces los hombres parecían excitarse por su llanto.
Mohammed Karrar, el cabecilla de la banda, fue «descarado en su abuso». Según The Guardian, «actuó creyendo que las autoridades nunca lo desafiarían, algo que durante años demostró ser cierto». Marcó las nalgas de una víctima menor de edad con su inicial, «M», marcándola como de su propiedad y cobró a los hombres entre 400 y 600 libras esterlinas por tener relaciones sexuales con ella. Karrar visitó a la niña en su casa, donde cuidaba de sus padres sordos y enfermos. Le practicó un aborto ilegal a la misma niña.
Tuvo relaciones sexuales con ella regularmente cuando tenía 12 años. Su hermano mantuvo una relación paralela con ella, aunque ella no lo veía tan a menudo. Antes de llegar a la adolescencia, quedó embarazada. Cuando Mohammed Karrar se enteró, estaba «hasta los putos cojones» con ella por permitir que esto sucediera y le dijo: «Deberías haber sido más responsable». Karrar la agarró del cuello con rabia. Poco después, le dio drogas y la llevó a Reading, donde le practicaron un aborto clandestino con un instrumento con forma de gancho.
Una niña de 14 años fue amenazada con un arma para que tuviera relaciones sexuales con un miembro de la red sexual. Dijo que los miembros de la pandilla sabían que ella vivía en un hogar para niños y que Akhtar Dogar, un miembro de la pandilla, esperaba a la vuelta de la esquina del hogar para niños en Henley-on-Thames donde ella vivía. Describió haber sido transportada a pisos, casas de huéspedes y parques, donde luego fue violada.

## Reacción de los medios de comunicación
El Daily Telegraph informó que el Dr. Taj Hargey, imán de la Congregación Islámica de Oxford, afirmó lo siguiente: «la raza y la religión estaban indisolublemente ligadas a la reciente avalancha de redes de acoso sexual en las que hombres musulmanes tenían como objetivo a niñas blancas menores de edad»:

The view of some Islamic preachers towards white women can be appalling. They encourage their followers to believe that these women are habitually promiscuous, decadent, and sleazy—sins which are made all the worse by the fact that they are kaffurs or non-believers. Their dress code, from miniskirts to sleeveless tops, is deemed to reflect their impure and immoral outlook. According to this mentality, these white women deserve to be punished for their behaviour by being exploited and degraded.

Hargey culpa a las agencias del Estado, incluida la policía, los servicios sociales y el sistema de atención, que «parecían ansiosos por ignorar la repugnante explotación que estaba ocurriendo ante sus ojos. Aterrorizados por las acusaciones de racismo, desesperados por no socavar el credo oficial de la diversidad cultural, no tomaron ninguna medida contra los abusos evidentes».
En el mismo periódico, la periodista Allison Pearson afirmó que el «miedo al racismo» había permitido que los crímenes sexuales contra niñas blancas cometidos por musulmanes paquistaníes se convirtieran en un problema grave no sólo en Oxford sino en todo el país. Describió a la comunidad musulmana paquistaní como «esencialmente una sociedad victoriana que ha aterrizado como la Tardis de Doctor Who en un planeta liberal y permisivo que desprecia».  Criticó las opiniones de Sue Berelowitz, la comisionada adjunta para la infancia, que ha intentado restar importancia a la sobrerrepresentación de ciertos grupos en los delitos sexuales contra niños. Si bien expresó su alivio por el hecho de que ahora se estuvieran tomando algunas medidas contra el problema, concluyó que aún quedaban problemas: «lo que queda es una clase política todavía demasiado tímida para desafiar el creciente y alarmante separatismo en la educación y la ley musulmana».
En The Independent, el comentarista Paul Vallely señaló que existía el peligro de que los medios de comunicación, alimentados por una mezcla tóxica de «combinación de depravación e indignación moralista», vendieran estereotipos viciosos sobre la cultura musulmana paquistaní. Señaló que estos delitos sexuales no se limitaban a los musulmanes paquistaníes ni estaban dirigidos exclusivamente contra víctimas blancas: una banda musulmana turca en Londres había atacado a una niña bangladesí y, en el caso Rochdale, un perpetrador musulmán paquistaní había violado a un miembro de su propia comunidad. Destacó las voces de la comunidad musulmana que estaban cuestionando la disfunción:
La novelista Bina Shah ha criticado una cultura de racismo, misoginia, tribalismo y vulgaridad sexual entre los hombres «que provienen de las zonas más pobres, menos educadas y más cerradas de Pakistán». Julie Siddiqi, directora ejecutiva de la Sociedad Islámica de Gran Bretaña, ha pedido un cambio en el dominio masculino en la cima de muchas organizaciones musulmanas, lo que puede haber contribuido al silencio de su comunidad sobre el acoso sexual.

## Sentencias
En junio de 2013, la banda recibió sentencias por un total de 95 años, por lo que el juez presidente, Peter Rook, describió como «una serie de delitos sexuales de la más extrema depravación». Los hermanos Mohammed y Bassam Karrar fueron condenados a cadena perpetua, con penas mínimas de 20 años para Mohammed Karrar y 15 años para Bassam Karrar. Los hermanos Akhtar y Anjum Dogar fueron condenados a cadena perpetua con penas mínimas de 17 años. Kamar Jamil fue condenado a cadena perpetua con una pena mínima de 12 años. Assad Hussain y Zeeshan Ahmed fueron condenados a siete años de cárcel. En otro juicio que involucró a tres pandilleros en 2018, Mohammed Karrar fue nuevamente declarado culpable y sentenciado a 18 años en 2019, mientras que Bassam Karrar recibió 10 años y Anjum Dogar recibió 20 años.

## Informe de 2015
En marzo de 2015 se publicó una revisión del caso de la red sexual de Oxford encargada por Maggie Blyth, presidenta independiente de la junta de protección de niños de Oxfordshire. Informó que hasta 373 niños, 50 de ellos varones, podrían haber sido objeto de sexo en Oxfordshire en dieciséis años. El informe criticaba a la policía de Thames Valley y al consejo del condado de Oxfordshire por «muchos errores» y por no actuar antes. Entre los fallos se encuentra una cultura de negación entre los profesionales que culpaban a las niñas por comportamiento precoz y difícil, las culpaban por ponerse en riesgo de sufrir daño, toleraban la actividad sexual de menores de edad por parte de niñas con hombres mayores y no reconocían que las niñas habían sido manipuladas y violentadas. El informe pedía que se investigara por qué personas de «herencia pakistaní y/o musulmana» constituían un número significativo de perpetradores.
El informe no encontró evidencia de «mala conducta profesional deliberada» y dijo que los altos directivos no fueron informados de lo que estaba sucediendo y que nadie había sido sancionado ni despedido a pesar de los errores cometidos. El diputado por Oxford East, Andrew Smith, pidió al gobierno que se inicie una investigación independiente. El Primer Ministro David Cameron, hablando en una cumbre para abordar el tema después de escándalos similares en Rotherham y Oxfordshire, hizo una serie de propuestas, incluyendo hasta cinco años de cárcel para profesores, concejales y trabajadores sociales en Inglaterra y Gales que no protegieran niños, multas ilimitadas para individuos y organizaciones que hayan decepcionado a niños, y una línea de ayuda nacional para permitir a los profesionales denunciar malas prácticas.

## Otros informes
En diciembre de 2017, Quilliam publicó un informe titulado «Explotación sexual infantil en grupos: disección de pandillas de preparación», y concluyó que el 84% de los delincuentes eran de ascendencia del sur de Asia. Esta revisión fue criticada por su deficiente metodología por Ella Cockbain y Waqas Tufail, en su artículo «Fallando a las víctimas, incitando al odio: desafiando los daños de la narrativa de las ‹bandas de asalto sexual musulmanas›» que se publicó en enero de 2020. En diciembre de ese año, se publicó otro informe del Ministerio del Interior que afirmaba que «parece más probable que el origen étnico de los delincuentes de explotación sexual infantil (ESI) grupal esté en consonancia con la explotación sexual infantil en general y con la población general, siendo la mayoría de los delincuentes blancos»., y que no es posible concluir que los hombres asiáticos participen de manera desproporcionada en tales delitos.